# Сидди, Антонио
Антонио Сидди (итал. Antonio Siddi; 16 июня 1923, Сассари, Сардиния — 21 января 1983, Сассари, Сардиния) — итальянский легкоатлет, специалист по бегу на короткие дистанции. Выступал за сборную Италии по лёгкой атлетике в 1946—1952 годах, обладатель бронзовой медали летних Олимпийских игр в Лондоне, серебряный призёр чемпионата Европы, двукратный чемпион Средиземноморских игр, многократный победитель и призёр первенств национального значения.

## Биография
Антонио Сидди родился 16 июня 1923 года в городе Сассари, Сардиния.
Начал активную спортивную карьеру сразу по окончании Второй мировой войны. Являлся достаточно универсальным спортсменом, выступал на всех спринтерских дистанциях вплоть до дистанции 800 метров, соревновался в барьерном беге, в прыжках в длину и высоту. В 1946—1952 годах в общей сложности 17 раз представлял итальянскую национальную сборную на различных международных стартах. Шесть раз становился чемпионом Италии по лёгкой атлетике в индивидуальных дисциплинах: на дистанциях 100 метров (1950), 200 метров (1948) и 400 метров (1947, 1949, 1951, 1953).
Наивысшего успеха в своей спортивной карьере добился в сезоне 1948 года, когда удостоился права защищать честь страны на летних Олимпийских играх в Лондоне. В программе эстафеты 4 × 100 метров вместе с соотечественниками Микеле Тито, Энрико Перуккони и Карло Монти завоевал бронзовую олимпийскую медаль, уступив только командам из США и Великобритании.
В 1950 году на чемпионате Европы в Брюсселе стал серебряным призёром в эстафете 4 × 400 метров.
В 1951 году на впервые проводившихся Средиземноморских играх в Александрии трижды поднимался на пьедестал почёта: получил золото в беге на 200 метров и эстафете 4 × 100 метров, а также серебро в беге на 400 метров.
В 1952 году принимал участие в Олимпийских играх в Хельсинки, бежал 400 метров, эстафеты 4 × 100 и 4 × 400 метров, но в финал не вышел.
Умер 21 января 1983 года в Сассари в возрасте 59 лет.